# ひこにゃん
ひこにゃんは、平成時代の日本のマスコットキャラクターの一つ。滋賀県彦根市のキャラクター。愛称は1,167点の一般公募から選定された。
江戸時代に同地にあった彦根藩の2代目藩主・井伊直孝に縁（）ある1匹の白猫をモデルとしている。造形的には戦国武士の兜をかぶり、おおよそ3等身で直立二足歩行をする、猫をデフォルメしたキャラクターである。なお、兜は井伊の赤備えとして有名な井伊家の伝来品をモデルとしている。その兜の様式（天衝脇立）は城主のものと同じである。
2007年（平成19年）に築城400年を迎えた彦根城の記念イベント「国宝・彦根城築城400年祭」のイメージキャラクターとして登場し、全国規模で人気を博した。彦根城のマスコットとしての存続を願う多くの声を受け、イベント終了後も引き続き役割を担うこととなった。

## 概要
「国宝・彦根城築城400年祭」のキャンペーンやグッズ等で登場し、その「ゆるさ」が話題を呼んだ。近年の「ゆるキャラ」ブームの火付け役として知られている。
通常はそのまま「ひこにゃん」と呼ばれているが、マスコットでありながら公式ブログで、スタッフに「モチ」呼ばわりされている。理由は、スタッフの知人がひこにゃんを見て「何？あの餅みたいなの」と発言したことがきっかけになっている。
経済的な利用方法として、キャラクターを使用する際に通常必要な著作権使用料を当初無料の許可制にすることで個人・企業を問わず広く参加でき、築城400年祭を盛り上げる効果を狙うという新しい試みが行われた。著作権使用料を無料にすることで小規模企業を含めた様々な企業が参加し、イベントを通じて地域おこしを図る試みとして経済界からも注目された。ひこにゃんグッズとしては、普段は目につきにくい伝統工芸品の銅細工を始め、彦根の特産品や菓子など、様々な商品が閉幕後も販売され、観光客などに喜ばれている。さらに、全国的な認知を得てインターネットなどでも商品が販売された。反面、築城400年祭自体の認知度が「ひこにゃん」に追いついていかなかったという課題も発生した。
イベント終了後の2022年（令和4年）現在でも、ほぼ毎日彦根城に登場するが、他にも彦根市・滋賀県関連、井伊家に関するイベントなどにも参加することがある。

彦根市内にある四番町スクエアには石像が鎮座している。

## 由来
江戸郊外武蔵国荏原郡世田ヶ谷村（現・東京都世田谷区豪徳寺）の豪徳寺で、彦根藩の2代目藩主・井伊直孝がにわか雨にあって大木の下で雨宿りをしていた際に、手招きをする白猫を見て近寄ったところ、直後に大木に雷が落ちた。この白猫のおかげで難を逃れたと感じた直孝は感謝し、のちに豪徳寺を井伊家の菩提寺とした。この白猫の伝説、いわゆる「招き猫発祥伝説」のひとつを元に想起された。
なお、豪徳寺を含む世田谷の地は、1633年（寛永10年）に江戸幕府からより井伊家に下賜され、彦根藩所領地となっていた。これは現在の世田谷区のうち、面積にしておよそ半分程度にあたる。

## 歴史
- 2006年（平成18年）
  - 2月15日 - 「国宝・彦根城築城400年祭」のキャラクター図柄決定。デザインしたのは大阪府出身のイラストレーターであるもへろん。同時にキャラクターの愛称が募集開始される。
  - 4月13日 - 「国宝・彦根城築城400年祭」のキャラクターの愛称公募で、名前が「ひこにゃん」に決定。この日が誕生日とされている。
  - 5月25日 - 彦根市役所にて、報道陣にひこにゃん着ぐるみがお披露目。
  - 5月28日 - ビバシティ彦根で行われた同祭のPRイベントで、ひこにゃん着ぐるみがデビュー。
  - 12月14日 - 年末恒例の彦根城のすす払いに参加。その姿は多くのマスコミにより報道された。

- 2007年（平成19年）
  - 3月21日 - 「国宝・彦根城築城400年祭」開幕。
  - 4月16日 - 「ひこにゃんとお城で遊ぶ本 国宝・彦根城築城400年祭ガイドブック」（サンライズ出版）が発売。
  - 6月中旬 - コレクションフィギュア城郭コレクション第3章（童友社）「スペシャル版・春の彦根城」にひこにゃんが付属する。
  - 8月1日-29日 - オンラインゲーム『信長の野望Online』にて「国宝・彦根城築城400年祭」とのタイアップによる「ひこにゃんイベント」開催。
  - 8月4日  - 第30回世田谷ふるさと区民祭りに参加。
  - 8月21日  - 井伊家ゆかりの豪徳寺を参拝。
  - 10月2日 - 「国宝・彦根城築城400年祭」総入場者数が、当初実行委員会が目標としていた55万人を突破。来場者に記念品が授与された。
  - 10月19日 - 「国宝・彦根城築城400年祭」開幕以降の彦根城博物館への入場者数が過去最高の20万人に達し、記念品授与と「仕舞」を披露。
  - 11月9日 - 彦根市へ特別住民登録の手続きをし、特別住民票の交付を受ける。
  - 11月25日 - 「国宝・彦根城築城400年祭」閉幕。グッズ販売の終了を予告する店舗もあった。総入場者数は764,484人に達し、クロージングイベントで能を披露。
  - 11月26日 - キャラクター図柄を描いたイラストレーターが、グッズ販売の継続を条件付きで容認。

- 2008年（平成20年）
  - 6月4日 - 「井伊直弼と開国150年祭」開幕。「国宝・彦根城築城400年祭」に引き続きキャラクターとして活躍。
  - 10月1日 - 彦根市が「ふるさと納税」制度内で「みんなのひこにゃん応援事業」を開始。
  - 10月4日 - 6日 - 国立劇場での新作歌舞伎「大老」で観客を出迎え[6]。
  - 10月25日 - 26日に「ゆるキャラまつりin彦根2008」が開催され、メインキャラクターを務めた。

- 2009年（平成21年）
  - 1月26日 - 彦根市納税推進大会で納税特別委員長に任命される。
  - 2月12日・2月13日 - 愛知県名古屋市中区の中部日本ビルディングで滋賀県の市町を他の滋賀県の御当地ゆるキャラたちとPR。
  - 4月13日 - 彦根城で満3歳の誕生会が開かれ、特大のイチゴケーキがプレゼントされた。
  - 4月26日-9月27日 - 「開国博Y150」に井伊直弼との関係で時々登場。同博覧会中に開催されたヨコハマカーニバルや彦根市物産会にも参加した。
  - 5月17日 - 大津地方裁判所で裁判員制度をおおつ光ルくん・キャッフィーらとPR。
  - 6月8日 - ハワイのホノルルで「第30回まつりインハワイ」に参加した[7]。
  - 6月11日 - フランスのフィリップ・フォール駐日大使彦根来訪の際、エスコート役をした。
  - 8月21日 - 安政の大獄から150年を機に、吉田松陰に弔意を表し萩市との交流を深めるため、獅山向洋市長や井伊家18代当主の井伊直岳・彦根城博物館長らとともに萩市を訪れ松陰の墓参りに参加、交流イベントに一役買った。
  - 10月23日 - 10月25日に「ゆるキャラまつりin彦根2009」が開催され、メインキャラクターを務めた。
  - 12月22日 - 彦根城で初めて餅つきをした。

- 2010年（平成22年）
  - 5月1日 - イラスト使用料について、同年7月より原則として有償とすることを発表[8]。	
    -  ウィキニュースに関連記事があります。彦根市のマスコットキャラ「ひこにゃん」の商標使用、7月から有料化

  - 5月26日 - 有償化したひこにゃんの契約受付を開始[9]。
  - 7月1日 - 公益目的以外での商標使用が有償となる[10]。
  - 7月25日 - 「日本全国地デジカ大作戦in彦根」で地デジカと共演。
  - 9月29日 - 7月にフランスで開催された「ジャパン・エキスポ」で行われたアンケートで人気自治体キャラクター1位となった[11]。
  - 10月1日 - 「ひこにゃんファンクラブ」発足[12]。彦根市の「ふるさと納税制度・みんなのひこにゃん応援事業」に累計5000円以上を寄付した個人に対し、会員証の発行や特典サービスを付与するもの。
  - 10月23日・10月24日 - 「ゆるキャラまつりin彦根2010」が開催され、メインキャラクターを務めた。また、同時開催されたゆるキャラグランプリ2010の記名投票部門で1位を獲得。
  - 12月1日 - 彦根警察署の1日署長に任命される[13]。
- 2011年（平成23年）
  - 5月21日 - 福島県郡山市の避難所を訪問[14]。

- 2016年（平成28年）	
  - 7月25日 -　彦根市とイラストレーターの原作者との間で覚書が交わされ、市が原作者に依頼すれば別のポーズやアニメの制作が可能となった[15]。

- 2017年（平成29年）	
  - 3月17日 - 微笑んで手を上げている新ポーズの追加が発表される[16]。
- 2023年（令和5年）
  - 9月23日 - ひこにゃんの公認ライバル「わるにゃんこ将軍」が初登場[17]。
- 2024年（令和6年）
  - 5月13日 - AMG GAMESよりNintendo Switch用ソフト「おさんぽひこにゃん」発売[18]。ひこにゃんとわるにゃんこ将軍が操作可能。
  - 10月 - 使用許諾料を無償化する予定[19]。

## プロフィール
- 性別 - 特に決まっていない。見た人の心に映ったままに。
- 出身地 - 彦根城
- 現住所 - 滋賀県彦根市金亀町1-1　彦根城天守閣
- 趣味 - お城の周辺を散歩すること
- 目標 - 国宝・彦根城築城400年祭を成功させること、井伊直弼と開国150年祭を成功させること （目標達成）
- 身体的特徴　- 足が短いために階段昇降が苦手。

※出典：ひこにゃん プロフィール（ひこにゃん公式サイト）、キャラっと@Happy（京都新聞2007年1月15日付夕刊）など

## 特技（着ぐるみによるアクション）
- モチーズブートキャンプ（ビリーズブートキャンプのパロディ）
- モチバウアー（イナバウアーのパロディ）
- アイーン、変なおじさん（志村けん）
- 欽ちゃん走り
- だらにゃん（長椅子に寝そべってリラックスする）
- ひこにゃんじゃんけん
- 鈴叩き
- 仕舞
- 殺陣（愛刀「爪楊枝」を持つことにより繰り出される）
- 正座
- エアギター
- コマネチ
- そんなの関係ねぇ！（小島よしお）
- ラジオ体操
- ふぉ〜（レイザーラモンHG）
- もちのこ（両腕を体内に隠し、ツチノコ風の見た目になる）
- 鉄琴演奏

## その他
- 正月には全国のファンから年賀状が届く、2010年度は13036通。バレンタインデーにも全国のファンからチョコレート等が届き、羨む男性職員を尻目にチョコレートを数えていた。2009年（平成21年）の合計は186個。
- 一見裸足のようだが、実は靴を履いている。建物の中に入る時は玄関で靴を脱いで上がる。因みに素足も真白であるため外見的には靴を履いている時と殆ど変わらない。

## 使用中止問題とその解決
2007年（平成19年）11月、ひこにゃんのキャラクターデザインを担当したもへろん（以下「原案者」）が彦根市（以下「市」）と400年祭実行委員会（以下「委員会」）に対し、キャラクターの使用中止を求める民事調停を彦根簡易裁判所（以下「彦根簡裁」）に申し立てた。
この騒動は、委員会が400年祭のキャラクターとして原案者が猫をモチーフとして描いた「座る」「跳ねる」「刀を抜く」の3ポーズの3点のイラストを採用したことに始まる。委員会と原案者が所属するデザイン会社はキャラクター著作権を買い取りの形で委員会へ帰属させる契約を交わし、この結果委員会は地元企業などに原則使用料無料として商用使用等の許可を出してきたものである。
しかしその後、委員会ではなく市が著作権者として登記され、委員会が「お肉が好物」等の原案者が意図しない性格付けをした。この新たな性格は近江牛の宣伝のために付加された。また同件の権利者とされている市は、制作した時点のイラストにはない尾やポーズのついたキャラクター商品について企業から使用許可が申請された際にこれを許可したため、結果として「ぬいぐるみ」などで初期の設定にはない商品が販売された。なお、尻尾とポーズについてはイラストは前方からの3ポーズのキャラクターイメージしか存在せず、背面の設定はない。
そのため原案者は、
と主張して著作者人格権（同一性保持権）を根拠に、市に対して400年祭終了以降の使用禁止の民事調停を申し立てた。
この主張に対し、彦根市側は
と反論、「申立人の主張には法的根拠が全くない」として事実関係を争う答弁書を市長自ら提出した。
2007年（平成19年）12月14日に彦根簡裁において民事調停が成立し、3ポーズ（座る、跳ねる、刀を抜く）の著作権を実行委が買い取り、市が商標登録し、彦根市のキャラクターとしてひこにゃんの使用を続行することが決定した。市は上述の3ポーズのイラストのみ業者に使用を許可できるとすることで両者は合意した。
一方、この調停により、原案者はひこにゃんを絵本に限り創作活動を認められる事となった。。
その後、原案者がひこにゃんと類似のキャラクターを「ひこねのよいにゃんこ」という独自ブランドで和解にあった絵本以外の様々なグッズを販売した。市はこれに対し、2009年（平成21年）7月28日著作権や商標権を侵害しているとして市内の業者に「ひこねのよいにゃんこ」グッズの販売中止を求める文書を送達した。
一方、原案者側からも、調停後も市が立体グッズ製作を業者に許可し、立体のぬいぐるみなどが登場している事に対し異論が出され、2011年（平成23年）12月24日、大阪地裁は両者が交わした調停に違反すると認定した。市は着ぐるみの使用についてはもともと争いはなく、着ぐるみと類似するグッズの販売も認められているとして翌1月、大阪高裁に即時抗告した。
さらに市は、2011年（平成23年）3月、原案者やグッズ製造会社などを相手取り、ひこにゃんと類似キャラクターの製造・販売の差し止めや、損害賠償を求める訴訟を大阪地裁に起こした。
1年8ヵ月もの間協議が進められた結果、2012年（平成24年）11月、両者は、類似キャラクターグッズの製造・販売の禁止、グッズを製造・販売した4業者は、解決金計370万円を彦根市に支払う、市が今後ひこにゃんの絵本やアニメをつくるときは原案者の同意を得るなどを条件として和解に至った。
2013年（平成25年）3月18日、これまで使用を許可して来たイラスト3ポーズに加えて、着ぐるみの1ポーズについても使用出来るようになった。和解によって二次的著作物の利用権が明確になったことで、実現に至った。さらにポーズの制約により利用許諾料が3年間で7割を割り込むようになったのを受け、2016年（平成28年）7月25日に市と原作者の間で新たな覚書が締結され、「市からの要請を受けて原作者側が新たなイラストを制作すること」と「そのイラストの著作権も市が買い取り、原作者側は著作者人格権を行使しないこと」が合意された。この合意により、ポーズの制約が事実上なくなり、動画の制作などができるようになった。
2021年6月、同年4月に初当選した就任したばかりの和田裕行彦根市長と原案者もへろんが面会。和田市長からは 「ひこにゃんは彦根城と並ぶ大切な存在。原作者に対し、リスペクトに欠けた部分があった」との謝罪がなされ、両者は未来志向での協力を合意した。そして翌7月には、市長・原案者・ひこにゃんによってPR推進を広報する共同記者会見が開かれた。原案者はこの会見で公の場に初めて姿を見せただけでなく、原作者として市役所を訪れたのも初めてであり、またひこにゃん（着ぐるみ）と初対面であった。会見では 「ひこにゃんのブランド推進に努め、魅力をたくさんの方に知っていただけるよう全力でサポートする」と記された協定書「ひこにゃんへのお約束」に三者がサイン。また同年8月から翌年1月までに毎月1ポーズずつを発表し、計10ポーズとすることが発表された。